# Coppa di Lega 2022 (pallavolo, Germania)
La Coppa di Lega 2022, 1ª edizione della Coppa di Lega di pallavolo maschile, si è svolta dal 30 settembre al 2 ottobre 2022: al torneo hanno partecipato otto squadre di club tedesche e la vittoria finale è andata per la prima volta allo Charlottenburg.

## Regolamento
La formula prevede la partecipazione di tutti i club della 1. Bundesliga, eccetto la formazione federale dell'Olympia Berlino, che danno vita a un torneo a eliminazione diretta in gara unica, con i club eliminati ai quarti di finale che prendono parte alle finali per il quinto posto.

## Squadre partecipanti
- Charlottenburg
- Dürener
- Friedrichshafen
- Giesen
- Herrsching
- Lüneburg
- Netzhoppers
- Unterhaching

## Torneo

### Tabellone
|  | Quarti di finale | Quarti di finale | Quarti di finale |  |  | Semifinali      | Semifinali      | Semifinali      |                 |   | Finale          | Finale          | Finale          |  |
|  |                  |                  |                  |  |  |                 |                 |                 |                 |   |                 |                 |                 |  |
|  | Charlottenburg   | Charlottenburg   | 3                |  |  |                 |                 |                 |                 |   |                 |                 |                 |  |
|  | Unterhaching     | Unterhaching     | 0                |  |  | Charlottenburg  | Charlottenburg  | 3               |                 |   |                 |                 |                 |  |
|  | Lüneburg         | Lüneburg         | 3                |  |  | Lüneburg        | Lüneburg        | 1               |                 |   |                 |                 |                 |  |
|  | Herrsching       | Herrsching       | 2                |  |  |                 |                 |                 |                 |   | Charlottenburg  | Charlottenburg  | 3               |  |
|  | Friedrichshafen  | Friedrichshafen  | 3                |  |  |                 |                 | Friedrichshafen | Friedrichshafen | 0 |                 |                 |                 |  |
|  | Giesen           | Giesen           | 0                |  |  | Friedrichshafen | Friedrichshafen | 3               |                 |   |                 |                 |                 |  |
|  | Dürener          | Dürener          | 1                |  |  | Netzhoppers     | Netzhoppers     | 1               |                 |   |                 |                 |                 |  |
|  | Netzhoppers      | Netzhoppers      | 3                |  |  |                 |                 |                 |                 |   | Finale 3º posto | Finale 3º posto | Finale 3º posto |  |
|  |                  |                  |                  |  |  |                 |                 |                 |                 |   |                 |                 |                 |  |
|  |                  |                  |                  |  |  |                 |                 |                 |                 |   | Lüneburg        | Lüneburg        | 1               |  |
|  |                  |                  |                  |  |  |                 |                 |                 |                 |   | Netzhoppers     | Netzhoppers     | 3               |  |

### Risultati

#### Quarti di finale
| 30 settembre 2022 Volksbank-Arena, Hildesheim Durata: 1h:10 - Spettatori: 200 | Charlottenburg  | 3 - 0 | Unterhaching | 25-11, 25-21, 25-21               |
| 30 settembre 2022 Volksbank-Arena, Hildesheim Durata: 2h:16 - Spettatori: 350 | Lüneburg        | 3 - 2 | Herrsching   | 25-21, 25-20, 23-25, 22-25, 15-12 |
| 30 settembre 2022 Volksbank-Arena, Hildesheim Durata: 1h:14 - Spettatori: 600 | Friedrichshafen | 3 - 0 | Giesen       | 25-19, 25-17, 25-22               |
| 30 settembre 2022 Volksbank-Arena, Hildesheim Durata: 1h:49 - Spettatori: 400 | Dürener         | 1 - 3 | Netzhoppers  | 22-25, 25-19, 19-25, 20-25        |

#### Semifinali
| 1º ottobre 2022 Volksbank-Arena, Hildesheim Durata: 1h:42 - Spettatori: 700 | Charlottenburg  | 3 - 1 | Lüneburg    | 25-17, 25-15, 21-25, 25-21 |
| 1º ottobre 2022 Volksbank-Arena, Hildesheim Durata: 2h:00 - Spettatori: 700 | Friedrichshafen | 3 - 1 | Netzhoppers | 26-28, 29-27, 25-19, 25-15 |

#### Finale 3º posto
| 2 ottobre 2022 Volksbank-Arena, Hildesheim Durata: 1h:55 - Spettatori: 1 200 | Lüneburg | 1 - 3 | Netzhoppers | 25-16, 33-35, 23-25, 18-25 |

#### Finale
| 2 ottobre 2022 Volksbank-Arena, Hildesheim Durata: 1h:23 - Spettatori: 1 550 | Charlottenburg | 3 - 0 | Friedrichshafen | 25-15, 25-23, 25-22 |

### Tabellone 5º posto
|  | Semifinali   | Semifinali   | Semifinali |  |  | Finale 5º posto | Finale 5º posto | Finale 5º posto |  |
|  |              |              |            |  |  |                 |                 |                 |  |
|  | Unterhaching | Unterhaching | 1          |  |  |                 |                 |                 |  |
|  | Herrsching   | Herrsching   | 3          |  |  | Herrsching      | Herrsching      | 2               |  |
|  | Giesen       | Giesen       | 0          |  |  | Dürener         | Dürener         | 3               |  |
|  | Dürener      | Dürener      | 3          |  |  |                 |                 |                 |  |
|  |              |              |            |  |  |                 |                 |                 |  |
|  |              |              |            |  |  | Finale 7º posto |                 |                 |  |
|  |              |              |            |  |  |                 |                 |                 |  |
|  |              |              |            |  |  | Unterhaching    | Unterhaching    | 0               |  |
|  |              |              |            |  |  | Giesen          | Giesen          | 3               |  |

### Risultati

#### Semifinali
| 1º ottobre 2022 Volksbank-Arena, Hildesheim Durata: 1h:18 - Spettatori: 400 | Unterhaching | 1 - 3 | Herrsching | 17-25, 26-24, 17-25, 17-25 |
| 1º ottobre 2022 Volksbank-Arena, Hildesheim Durata: 1h:25 - Spettatori: 350 | Giesen       | 0 - 3 | Dürener    | 25-27, 12-25, 23-25        |

#### Finale 7º posto
| 2 ottobre 2022 Volksbank-Arena, Hildesheim Durata: 1h:18 - Spettatori: 400 | Unterhaching | 0 - 3 | Giesen | 18-25, 19-25, 19-25 |

#### Finale 5º posto
| 2 ottobre 2022 Volksbank-Arena, Hildesheim Durata: 2h:17 - Spettatori: 600 | Herrsching | 2 - 3 | Dürener | 27-25, 22-25, 25-18, 19-25, 10-15 |

## Classifica finale
| Pos                 | Squadra         |
| ------------------- | --------------- |
| Germania (bandiera) | Charlottenburg  |
| 2                   | Friedrichshafen |
| 3                   | Netzhoppers     |
| 4                   | Lüneburg        |
| 5                   | Dürener         |
| 6                   | Herrsching      |
| 7                   | Giesen          |
| 8                   | Unterhaching    |

## Statistiche
| Rendimento individuale | Rendimento individuale | Rendimento individuale | Rendimento individuale |
| Pos.                   | Nome                   | Punti                  | Squadra                |
| ---------------------- | ---------------------- | ---------------------- | ---------------------- |
| 1                      | Tobias Brand           | 54                     | Dürener                |
| 1                      | Filip John             | 54                     | Dürener                |
| 3                      | Randy Deweese          | 49                     | Netzhoppers            |
| 4                      | Jordan Ewert           | 46                     | Lüneburg               |
| 4                      | Albert Hurt            | 46                     | Herrsching             |
| 6                      | Michał Superlak        | 43                     | Friedrichshafen        |
| 7                      | Theo Timmermann        | 41                     | Netzhoppers            |
| 8                      | Marek Šotola           | 36                     | Charlottenburg         |
| 9                      | Timothée Carle         | 35                     | Charlottenburg         |
| 10                     | Lorenz Karlitzek       | 34                     | Giesen                 |

| Attacchi vincenti | Attacchi vincenti | Attacchi vincenti | Attacchi vincenti |
| Pos.              | Nome              | Punti             | Squadra           |
| ----------------- | ----------------- | ----------------- | ----------------- |
| 1                 | Filip John        | 50                | Dürener           |
| 2                 | Tobias Brand      | 46                | Dürener           |
| 3                 | Jordan Ewert      | 41                | Lüneburg          |
| 3                 | Randy Deweese     | 41                | Netzhoppers       |
| 5                 | Michał Superlak   | 39                | Friedrichshafen   |
| 6                 | Theo Timmermann   | 36                | Netzhoppers       |
| 7                 | Stijn van Tilburg | 33                | Herrsching        |
| 8                 | Albert Hurt       | 31                | Herrsching        |
| 8                 | Lorenz Karlitzek  | 31                | Giesen            |
| 10                | Lukas Maase       | 27                | Lüneburg          |
| 10                | Marek Šotola      | 27                | Charlottenburg    |
| 10                | Dirk Westphal     | 27                | Netzhoppers       |

| Muri vincenti | Muri vincenti          | Muri vincenti | Muri vincenti   |
| Pos.          | Nome                   | Punti         | Squadra         |
| ------------- | ---------------------- | ------------- | --------------- |
| 1             | Đorđe Ilić             | 12            | Herrsching      |
| 2             | Andre Brown            | 9             | Friedrichshafen |
| 3             | Aleksandar Nedeljković | 8             | Friedrichshafen |
| 4             | Albert Hurt            | 7             | Herrsching      |
| 4             | Marek Šotola           | 7             | Charlottenburg  |
| 6             | Marcus Böhme           | 6             | Friedrichshafen |
| 6             | Tobias Brand           | 6             | Dürener         |
| 6             | Jakob Günthör          | 6             | Giesen          |
| 9             | Timothée Carle         | 5             | Charlottenburg  |
| 9             | Luuc van der Ent       | 5             | Dürener         |
| 9             | Paul Gehringer         | 5             | Unterhaching    |

| Battute vincenti | Battute vincenti | Battute vincenti | Battute vincenti |
| Pos.             | Nome             | Punti            | Squadra          |
| ---------------- | ---------------- | ---------------- | ---------------- |
| 1                | Ruben Schott     | 10               | Charlottenburg   |
| 2                | Timothée Carle   | 6                | Charlottenburg   |
| 3                | Luciano Vicentín | 5                | Friedrichshafen  |
| 4                | Randy Deweese    | 4                | Netzhoppers      |
| 4                | Jonas Sagstetter | 4                | Herrsching       |
| 4                | Žiga Štern       | 4                | Friedrichshafen  |
| 4                | Theo Timmermann  | 4                | Netzhoppers      |
| 8                | Yannick Goralik  | 3                | Netzhoppers      |
| 8                | Lorenz Karlitzek | 3                | Giesen           |
| 8                | Mario Schmidgall | 3                | Netzhoppers      |
| 8                | Philipp Schumann | 3                | Unterhaching     |
| 8                | Michał Superlak  | 3                | Friedrichshafen  |
| 8                | Quentin Zeller   | 3                | Unterhaching     |